# روث ستراوس
روث ستراوس (بالإنجليزية: Ruth Strauss)‏ هي لاعبة الاسكواش بريطانية، ولدت في 14 مارس 1963 في ساوثند أون سي في المملكة المتحدة.

## وصلات خارجية
- روث ستراوس على موقع SquashInfo.com (الإنجليزية)